# Extraprofitadó
Az extraprofitadónak nevezett adónemről szóló 197/2022. (VI. 4.) Korm. rendelet a Magyar Közlöny 2022. évi 93. számában jelent meg, és 2022. július 1-jén lépett hatályba.
Hangsúlyozandó, hogy ez a jogszabály számos törvényt módosít, ugyanakkor nem törvényben, hanem kormányrendeletben jelent meg. (Ehhez a felhatalmazást az Alaptörvény néhány nappal korábbi módosítása adta meg, amely újfajta veszélyhelyzetet vezetett be a magyar jogrendbe.)

## Elnevezése
Az adónem elnevezésével kapcsolatban egyes közgazdászok rámutattak, hogy a marxi elméletből származó extraprofit szó használata az adónem nevében nem adózási szakkifejezést takar, inkább politikai termék.

## Bevezetésének indokolása
Ennek az adónemnek a bevezetésére vonatkozó kormányzati szándékot Orbán Viktor miniszterelnök a Kossuth Rádiónak adott szokásos péntek reggeli interjújában említette 2021 júliusának elején.
Nagy Márton gazdaságfejlesztési miniszter úgy fogalmazott, hogy „sokszor ezek a cégek valójában nem is akarják ezt a profitot realizálni” – hanem „csak a mostani, rendkívüli helyzet nyomán tesz szert plusz profitra, a kormány pedig csak ennek egy részét vonja el”. Úgy vélekedett, hogy az érintett szektorokban az extraprofitok meglepetésprofitot jelentenek, azaz ezek üzleti tervükben nem is szerepelnek.
A kormányzat hangsúlyozza azon szándékát, hogy meg fogja akadályozni, hogy az adóalanyok át akarják hárítani az adóterhet a lakosságra.

## Az érintett szektorok
A 8 érintett ágazat a következő:
1. bankszektor
2. biztosítási cégek
3. energiaszektor
4. kiskereskedelem
5. telekommunikációs szektor
6. légi közlekedés
7. gyógyszerforgalmazók
8. média

## Fajtái
1. Az államháztartás egyensúlyát megőrző különadók (1–4. §)[7]
2. A légitársaságok hozzájárulása (5. §)[7]
3. A gépjárműadóról szóló 1991. évi LXXXII. törvény szabályaitól való eltérés (6. §)[7]
4. A biztonságos és gazdaságos gyógyszer- és gyógyászatisegédeszköz-ellátás, valamint a gyógyszerforgalmazás általános szabályairól szóló 2006. évi XCVIII. törvény szabályaitól való eltérés (7. §)[7]
5. A távhőszolgáltatás versenyképesebbé tételéről szóló 2008. évi LXVII. törvény szabályaitól való eltérés (8. §)[7]
6. Az egyszerűsített foglalkoztatásról szóló 2010. évi LXXV. törvény szabályaitól való eltérés (9–12. §)[7]
7. A népegészségügyi termékadóról szóló 2011. évi CIII. törvény szabályaitól való eltérés (13. §)
8. A távközlési adóról szóló 2012. évi LVI. törvény szabályaitól való eltérés (14. §)[7]
9. A pénzügyi tranzakciós illetékről szóló 2012. évi CXVI. törvény szabályaitól való eltérés (15. §)[7]
10. A biztosítási adóról szóló 2012. évi CII. törvény szabályaitól való eltérés (16. §)[7]
11. A jövedéki adóról szóló 2016. évi LXVIII. törvény szabályaitól való eltérés (17–19. §)[7]
12. A kiskereskedelmi adóról szóló 2020. évi XLV. törvény szabályaitól való eltérés (20–21. §)[7]
13. A bányászatról szóló 1993. évi XLVIII. törvény szabályaitól való eltérés (22–25. §)[7]
14. Az ásványi nyersanyagok és a geotermikus energia fajlagos értékének, valamint az értékszámítás módjának meghatározásáról szóló 54/2008. (III. 20.) Korm. rendelet eltérő alkalmazása (16. §)[7]

## Fogadtatása
Az adónem bevezetésével kapcsolatos adóterheléssel szemben egyes adóalanyok  éles kritikákat fogalmaztak meg. Rámutattak, hogy a jogszabály az árbevétel alapján határozza meg a az adózási kötelezettséget, holott az árbevétel és a nyereség (profit) eltérő fogalmak. 
A kormányzat kifejezte azon szándékát, hogy megbünteti, ha az adóalanyok át akarnák hárítani az adóterhet a lakosságra. Németh Szilárd nyilatkozatban intette erre az adóalanyokat.
Szóba került az is, hogy az adóval érintett területek közül többek kimondottan veszteségesek voltak, mint a légitársaságok, míg olyan területekre nem vonatkozik az adó, ahol valóban kiemelkedő bevételhez jutottak egyes, kormányközeli személyek érdekeltségeibe is tartozó cégek, úgy az építőiparnál, mint a kaszinóknál.
Az intézkedés jelentős polémiát kavart, miután közgazdászok szerint nem létezik extraprofit, csak profit, a cégek az őket érintő megszorításokat pedig csak a lakossággal tudják kifizettetni a szolgáltatásaik árának emelésével, ami az inflációt is emelheti. (A forint/euró árfolyam a bejelentés idején rekord magas 400 forinton állt.) Csaba László megfogalmazása szerint az extraprofit az, amiről a kormány úgy érzi, hogy az.
Egyes adóalanyok éles kritikákat fogalmaztak meg. A Ryanair cég vezetője, Michael O’Leary – példátlanul nyers hangnemű nyilatkozatában – arra hivatkozott, hogy „a légitársaságok hozzájárulása” olyan szektort sújt, amelynek szembesülnie kellett a Covid19-pandémia okozta járatkiesésekkel. A légitársaság jelezte is, hogy az új adónem okozta pluszköltségeket az utasokra terheli, ami miatt a fővárosi kormányhivatal  300 millió forintos fogyasztóvédelmi bírságot szabott ki, ezt azonban a Fővárosi Törvényszék később jogerősen megsemmisítette.

## A kormányrendelet módosítása 2022 júliusában
A kormányrendeletet a 257/2022. (VII. 18.) Korm. rendelet módosította.
Ezek szerint
- Nem kell a tranzakciós illetéket fizetni, ha az ügylet magánszemély (kivéve egyéni vállalkozó) javára történik, vételenként 20 ezer forintot meg nem haladó összegben.
- A határon átnyúló szolgáltatásokat nyújtóknak is meg kell fizetni a tranzakciós illetéket.
- Bár a bankok adóinak  alapja továbbra is a helyi adó megállapításához meghatározott nettó árbevétel, azonban  - a módosítás szerint - ebbe nem tartozik bele a bankok nem szokásos tevékenység keretében keletkezett áruértékesítésből, szolgáltatásnyújtásból származó bevétele, valamint a futamidő közben vagy futamidő végén visszavett, majd értékesített eszköz könyv szerinti értéke.  [20]

## A kormányrendelet módosítása 2022 decemberében
Közvetlenül az üzemanyag "ársapka"  azonnali hatállyal, 2022. december 6-án 23 órakor történt kivezetése után (494/2022. (XII. 6.) Korm. rendelet) a Kormány 2022. december 7-én módosította az extraprofit adókról szóló 197/2022. (VI. 4.) Korm. rendeletet.  A módosítás a MOL-t terhelő eddig 40 %-os adó mértékét 95 %-ra növelte
(496/2022. (XII. 7.) Korm. rendelet)

## A kormányrendelet módosítása 2024 januárjában
2024. január 25-én a jogszabályt megint módosították a különadó hatálya alá eső gyógyszergyártók tekintetében. Ezek a cégek ez év januárjától a nettó árbevételük után 50 milliárd forintig 0,5 százalék, 50-150 milliárd forint között 1,5 százalék, fölötte pedig 4 százalék különadóra kötelezettek a korábbi 1, 3 és 8 százalék felett. Ehhez jön az extraprofitadó is, ami ugyanazon sávok szerint 0,5 százalék, 4 százalék és 7 százalék lesz.

## A kormányrendelet módosítása 2024 júliusában
A kormány a 183/2024. (VII. 8.) Korm. rendeletével módosította a jogszabályt. 